# Aardappelstamper

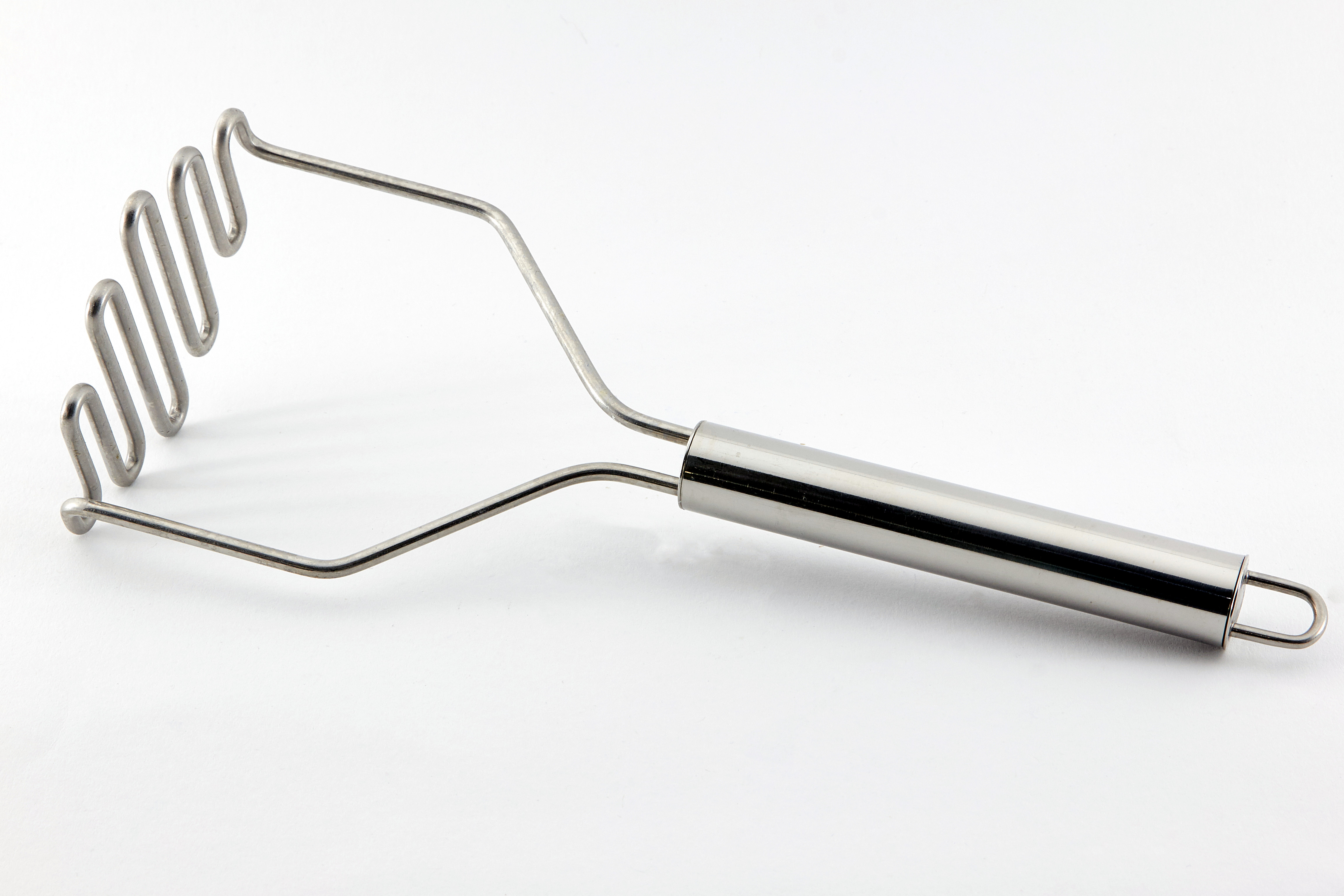
Een aardappelstamper

De aardappelstamper of stamppotstamper is een stuk keukengereedschap dat gebruikt wordt in de bereiding van onder andere stamppot. De stamper bestaat uit een lange steel met een handvat van hout of metaal, waaraan het stampgedeelte, gemaakt van metaal, is bevestigd, dat bedoeld is om de gekookte aardappelen fijn te stampen en te vermengen met groenten. Fijngestampte aardappelen kunnen ook worden verwerkt tot aardappelpuree.
Over het algemeen worden de aardappelen eerst gaargekookt, waarna het kokende water wordt afgegoten. De aardappelen worden over het algemeen gestampt terwijl ze nog in de hete pan zitten, veelal na toevoeging van wat kookwater, boter, melk of room en specerijen (zout, peper, nootmuskaat). Na het stampen van de aardappelen wordt desgewenst de groente toegevoegd en wordt het geheel gestampt en goed door elkaar geroerd.